# Потребительский кооператив

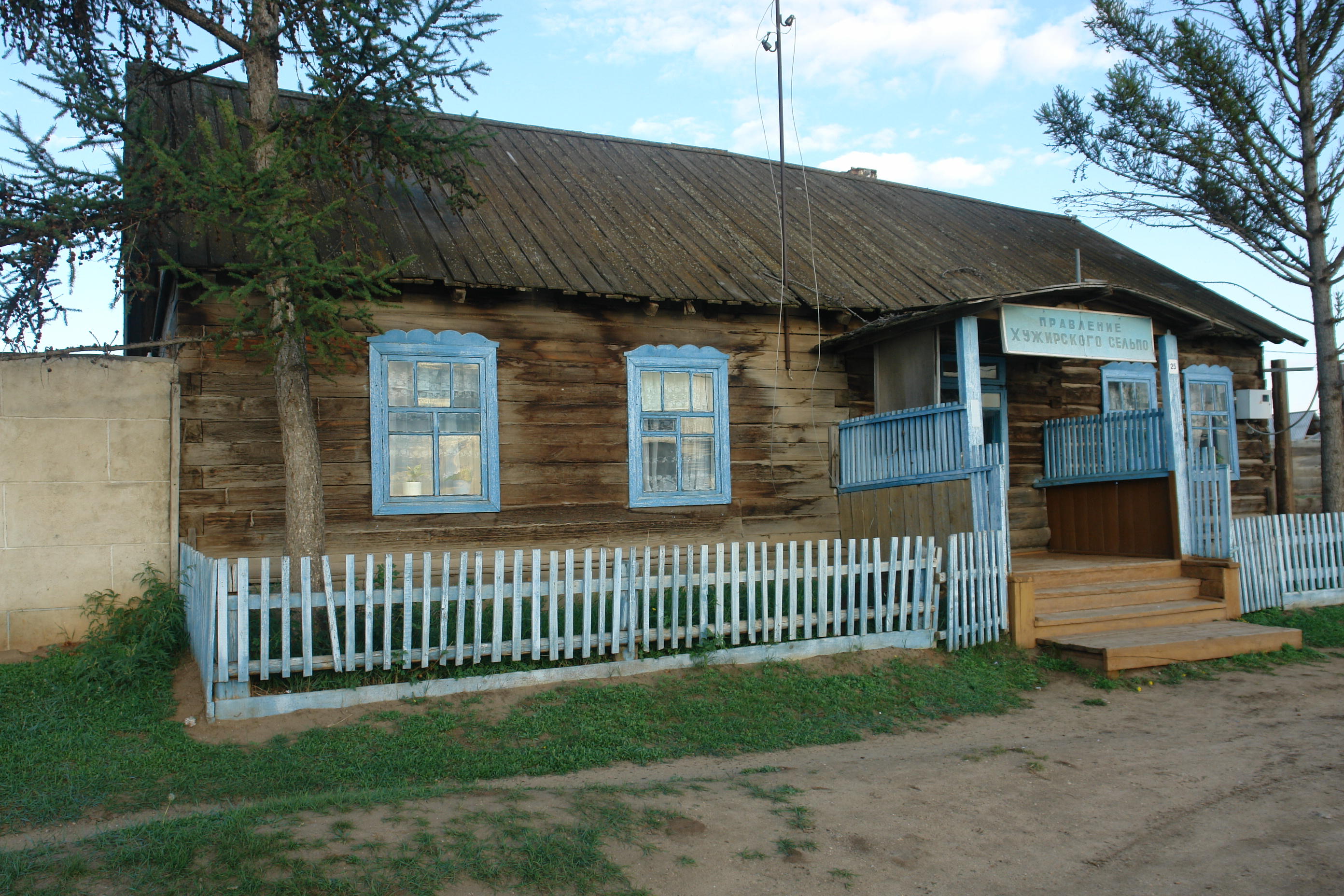
Правление Хужирского сельского потребительского общества (остров Ольхон)

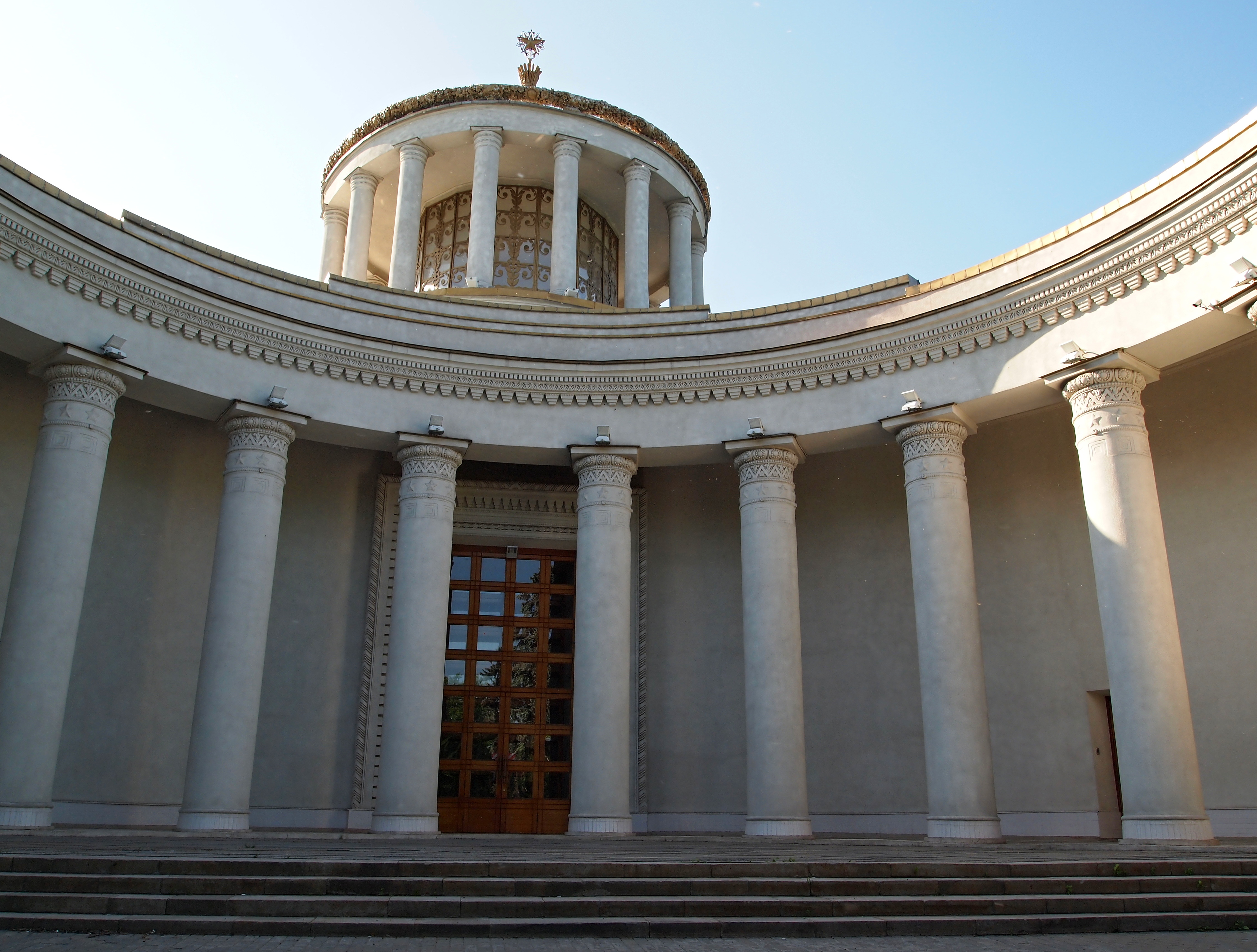
Павильон Потребкооперация на ВДНХ

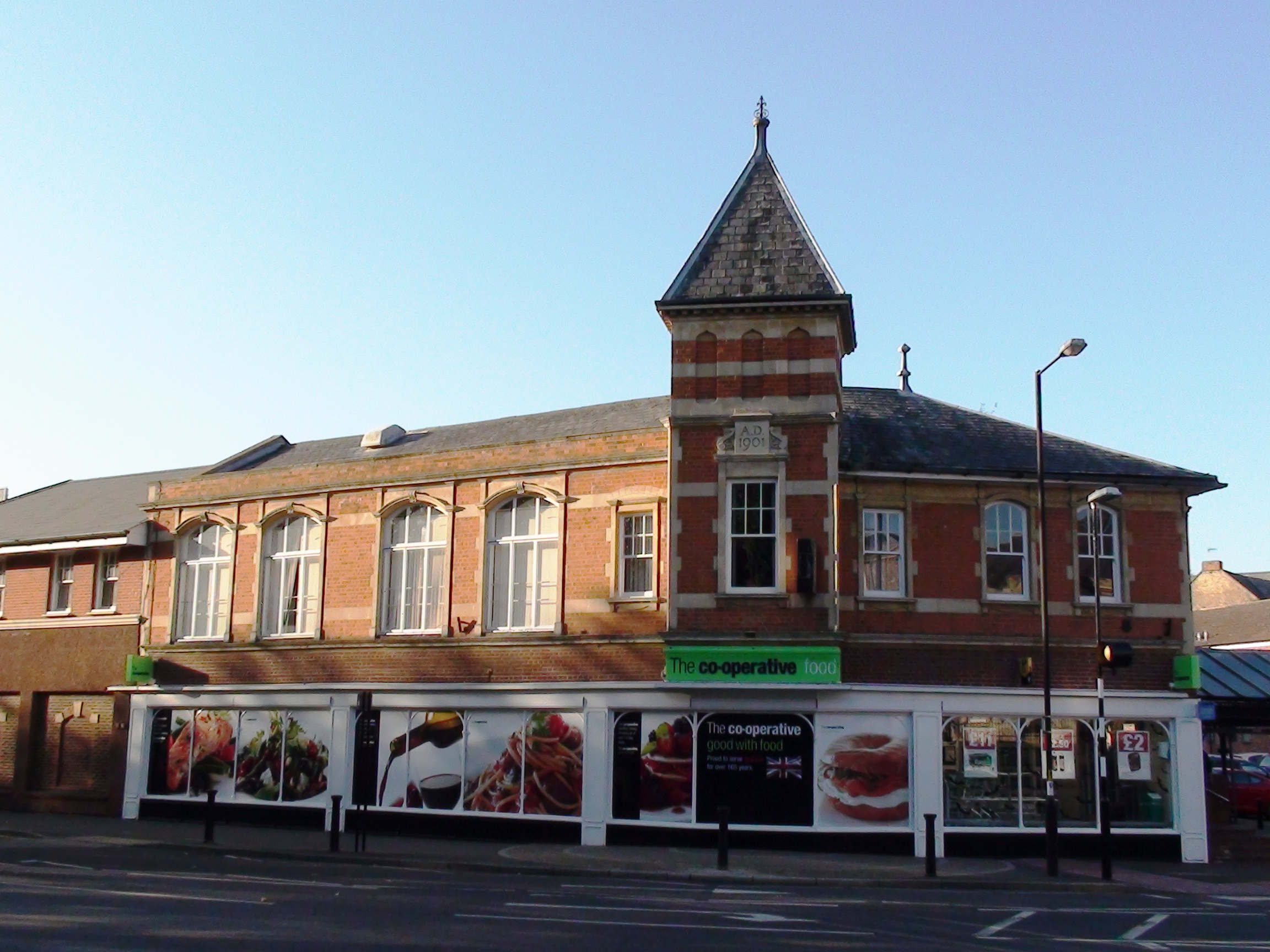
Магазин кооперативного общества (основано в 1891 г.)

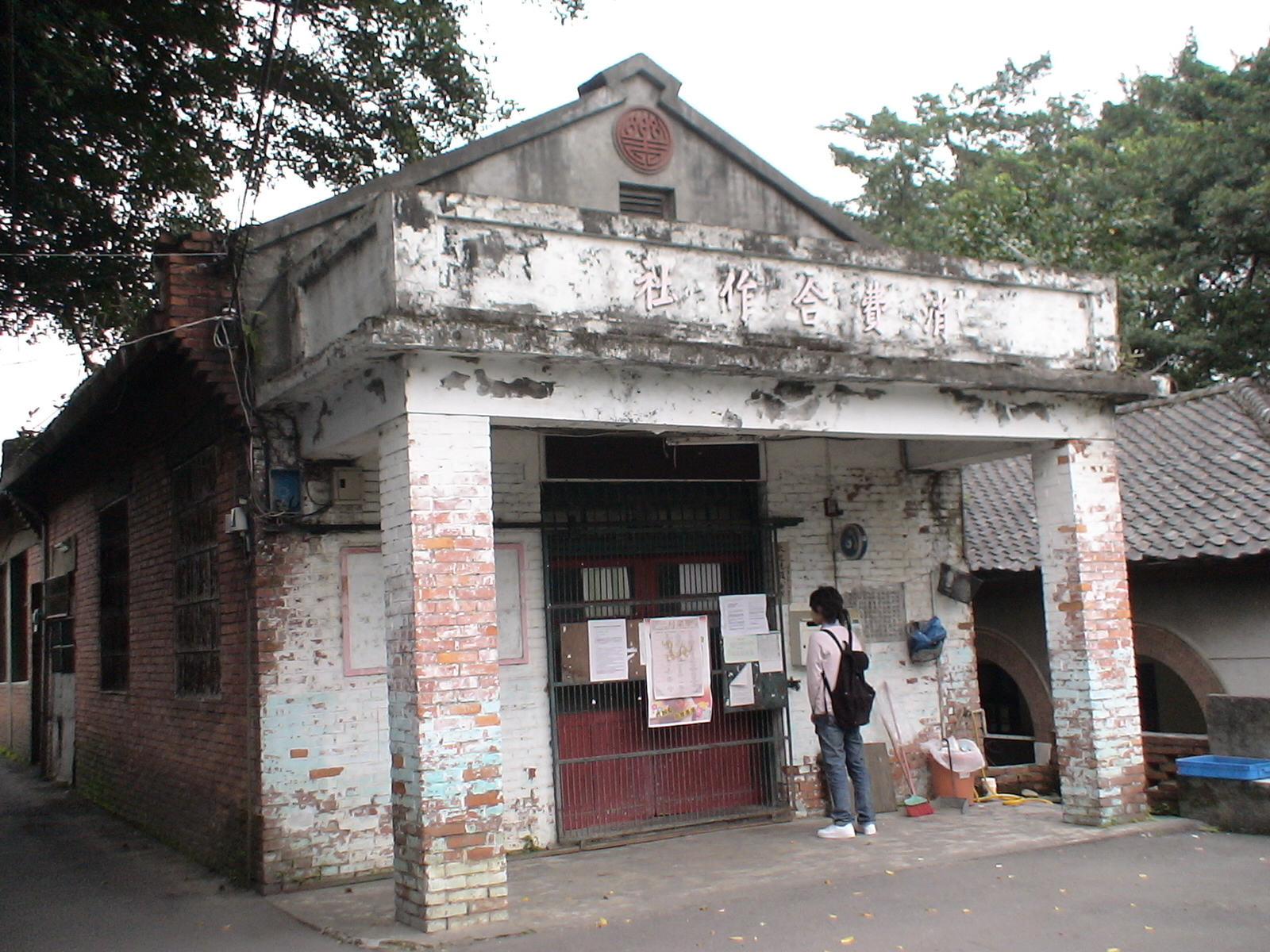
Магазин кооперативного общества в бывшем лепрозории на Тайване

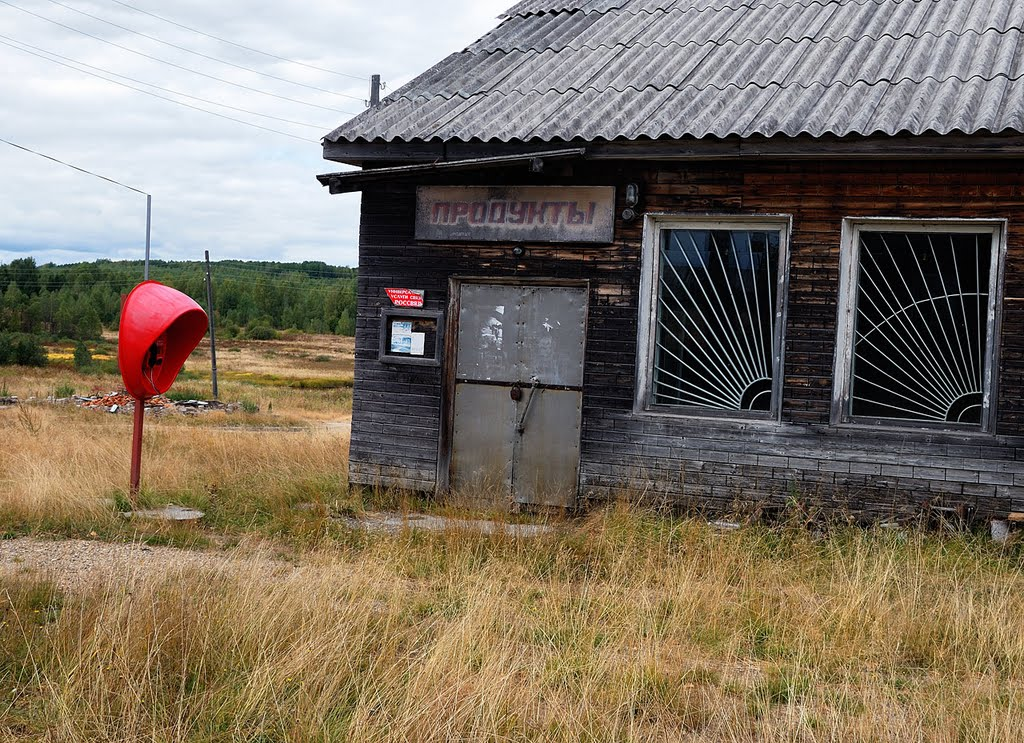
Магазин сельпо в России

Потребительский кооператив — это одна из разновидностей кооперативов. Потребительским кооперативом является добровольное объединение граждан и юридических лиц на основе членства в целях удовлетворения собственных потребностей в товарах и услугах, первоначальное имущество которого складывается из паевых взносов.
В отличие от производственного кооператива, потребительский кооператив объединяет не людей, а капиталы. Граждане или юридические лица могут участвовать одновременно в нескольких потребительских кооперативах.
В широком смысле слова к потребительским кооперативам относят также жилищно-строительные кооперативы, гаражно-строительные кооперативы, дачно-строительные кооперативы, жилищные накопительные кооперативы, кредитные потребительские кооперативы, потребительские интернет-кооперативы (ПИК).

## Зарождение
В России первые кооперативные предприятия были основаны в 1831 году группой ссыльных декабристов на Петровском заводе в Забайкалье (ныне город Петровск-Забайкальский). Первое в стране потребительское общество называлось «Большая артель». Предварительно было получено разрешение властей на ведение хозяйственной деятельности, на общем собрании был принят устав организации, проведены выборы управляющих органов. Все участники общества вносили свои паи — этот принцип остается неизменным и сейчас.
На Западе первые кооперативные предприятия были основаны в Великобритании в самом начале XIX века благотворителями, стремившимися улучшить положение рабочих. Но уже с 1820—1830-х годов хозяевами кооперативных магазинов, мельниц, хлебопекарен становятся сами рабочие. Кооперативы давали возможность рабочим покупать товары по низким ценам.
В 1844 году английские ткачи из города Рочдейла открыли потребительский кооператив на принципах, ставших основными для кооперации. Этими принципами были:
- невысокие паевые взносы;
- ограниченное число паёв у каждого кооператора;
- все кооператоры равноправны и каждый имеет один голос;
- продажа товаров осуществляется по умеренно-рыночным ценам и только за наличные деньги;
- цена товара одинакова для всех (в том числе и для не входящих в кооператив).

В честь этого в Москве названа Рочдельская улица на Красной Пресне.

## В СССР
В СССР получила распространение торгово-заготовительная сельская потребительская кооперация (потребкооперация). Она решала следующие задачи:
- торговую (она имела особое значение для сельского населения, поскольку розничную торговлю на селе осуществляла в основном потребкооперация);
- закупочную (через потребкооперацию у населения, колхозов, совхозов закупались сырьё, дикорастущие плоды, ягоды, грибы, лекарственные травы);
- производство продуктов питания на базе местных сельхозтоваров (произведённых в личном подсобном хозяйстве и закупленных у населения), непродовольственных товаров (из сельскохозяйственного и другого местного сырья).

В 1990 году в РСФСР потребкооперация обслуживала 40 % населения страны, членами её были 30 миллионов сельских жителей России. На её долю приходилось четверть розничного товарооборота, около половины заготовок картофеля, треть закупок овощей, более трети выпечки хлеба. В настоящее время в каждой области России в среднем действует около 20—25 районных кооперативных организаций.

## Правовое положение в Российской Федерации
Правовое положение потребительского кооператива в современной России определяется статьями 50 (пункт 3, подпункт 1), 123.1, 123.2, 123.3 Гражданского кодекса, законом № 3085-1 от 19.06.1992 года «О потребительской кооперации (потребительских обществах, их союзах) в Российской Федерации», федеральным законом «О сельскохозяйственной кооперации» и другими законами о потребительских кооперативах.
Высшим органом управления является общее собрание его членов, а в промежутках между заседаниями общего собрания его функции выполняет наблюдательный совет или совет (по закону 3085-1). Исполнительный орган называется правлением. В отличие от производственных кооперативов, члены потребительского кооператива не обязаны принимать личное трудовое участие в его деятельности.
Основным учредительным документом любого потребительского кооператива является его устав.
Наименование потребительского кооператива должно содержать указание на основную цель его деятельности и слово «кооператив». Наименование общества взаимного страхования должно содержать слова «потребительское общество» (статья 123.2 ГК РФ, пункт 2)
Учредителями потребительского кооператива могут быть граждане или граждане и юридические лица (статья 123.2 ГК РФ, пункт 1). Число учредителей не должно быть, как правило, менее пяти.
В отличие от общих норм о статусе некоммерческих организаций потребительским кооперативам предоставлено право распределять часть доходов от коммерческой деятельности между своими участниками. Таким образом, он занимает промежуточное положение между коммерческими и некоммерческими организациями. Однако, заниматься коммерческой деятельностью — это право, а не обязанность потребительского кооператива.
Часть потребительских кооперативов, созданных действующих по закону 3085-1, не занимаются коммерческой деятельностью вообще, поэтому у них отсутствует налогооблагаемая база по доходам.
Они находятся на упрощенной системе налогообложения (УСН) — 6 % от дохода: доходы у них всегда равны нулю, налог по УСН 6 % всегда равен нулю.
Потребительские общества (созданные до 01.09.2014) и потребительские кооперативы (созданные после 01.09.2014), которые действуют по закону 3085-1, могут объединяться в союзы. Но могут и не объединяться. Это их право, а не обязанность.
В настоящее время в Российской Федерации насчитывается около 2100 потребительских обществ, входящих в систему Центросоюза.

### Общепринятые сокращения
- Горпо — городское потребительское общество
- Райпо — районное потребительское общество
- Сельпо — сельское потребительское общество